# كورتني هال
كورتني هال (بالإنجليزية: Courtney Hall)‏ هو لاعب كرة قدم أمريكية أمريكي، ولد في 26 أغسطس 1968 في لوس أنجلوس في الولايات المتحدة.

## وصلات خارجية
- كورتني هال على موقع مرجع كرة القدم المحترفة.كوم (الإنجليزية)